# مارتین فررو
مارتین فررو (انگلیسی: Martin Ferrero؛ زادهٔ ۲۹ سپتامبر ۱۹۴۷) یک هنرپیشه اهل ایالات متحده آمریکا است.
از فیلم‌ها یا برنامه‌های تلویزیونی که وی در آن نقش داشته است می‌توان به مخمصه، پارک ژوراسیک ، ایست! وگرنه مادرم شلیک می‌کند، ارواح والا اشاره کرد.